# Saturno Meletti
Saturno Meletti (Fano, 1906 – Roma, 23 settembre 1985) è stato un basso-baritono italiano, attivo in particolare nel repertorio italiano classico e moderno.

## Biografia
Studiò canto al Conservatorio di Pesaro con il grande didatta Arturo Melocchi Maestro di Mario Del Monaco. Iniziò la carriera nella città natale come Escamillo in Carmen nel 1929, apparendo successivamente in numerosi piccoli teatri in tutta Italia.
Debuttò nel 1932 al Teatro dell'Opera di Roma, teatro in cui cantò fino al 1976. Apparve inoltre al Teatro Comunale di Bologna, Teatro Regio di Parma, Teatro San Carlo di Napoli, Teatro Massimo di Palermo, Maggio Musicale Fiorentino a alla Scala. Si esibì anche in vari teatri in Germania, Svizzera e Sudamerica. 
Fu "creatore" di molti ruoli del repertorio italiano contemporaneo: in Antonio e Cleopatra di Gian Francesco Malipiero (Firenze 1938), Vanna Lupa di Ildebrando Pizzetti (Roma 1949), La luna dei Caraibi di Adriano Lualdi (Milano 1953), La guerra di Renzo Rossellini (Napoli 1956).
Ha lasciato diverse registrazioni con l'etichetta Cetra: Melitone ne La forza del destino diretta da Gino Marinuzzi, David ne L'amico Fritz diretto da Pietro Mascagni, oltre a La Cenerentola, Falstaff, Manon Lescaut, Adriana Lecouvreur. Ha anche offerto una prova di doppiaggio: alternato ad Alberto Sordi è la voce del narratore nelle parti cantate (Sordi, invece è quelle dialogate) e dei personaggi de La balena che voleva cantare all'opera, ultimo segmento del classico Disney Musica maestro, uscito in America nel 1946 e in Italia nel 1949

## Discografia
- Mascagni: Guglielmo Ratcliff - Pier Miranda Ferraro/Renata Mattioli/Miti Truccato Pace/Ferruccio Mazzoli/Giovanni Ciminelli/Saturno Meletti/Eva Jakabfy/Vito Tatone/Giovanni Amodeo/Augusto Pedroni/Andrea Mineo/RAI Symphony Orchestra & Chorus Rome/Armando La Rosa Parodi, Opera d'Oro
- Puccini: La boheme - Elda Ribetti/Giacomo Lauri-Volpi/Giulio Neri/San Carlo Theatre Chorus & Orchestra/Gabriele Santini/Saturno Meletti/Carlo Badioli/Renata Tebaldi/Silvio Santarelli/Gianni Avolanti/Tito Gobbi/Giuseppe Di Stefano/RAI Symphony Orchestra Rome/Alberto Paoletti, 1954 IDIS
- Rossini: La Cenerentola - Bruno Erminero/Mario Rossi/Orchestra Sinfonica della RAI di Torino/Giulietta Simionato/Cesare Valletti/Cristiano Dalamangas/Saturno Meletti, 1951 Nuova Fonit Cetra
- Verdi: Otello - Orchestra Sinfonica di Torino della RAI/Mario Rossi (direttore d'orchestra)/Coro di Torino della RAI/Bruno Erminero/Gino Del Signore/Giuseppe Taddei/Giuseppe Nessi/Cristiano Dalamangas/Anna Maria Canali/Rosanna Carteri/Amalia Pini/Lina Pagliughi/Saturno Meletti/Emilio Renzi, Mangora
- Verdi: Falstaff - Orchestra Sinfonica di Torino della RAI/Mario Rossi/Gino Del Signore/Giuseppe Taddei/Giuseppe Nessi/Cristiano Dalamangas, Mangora